# Breakfast Time
Breakfast Time è stato un programma televisivo mattutino britannico andato in onda su BBC One dal 17 gennaio 1983 al 29 settembre 1989. È considerato il primo programma mattutino della televisione inglese.

## Formato
Lo spazio meteo (noto come Window on the Weather) era presentato da Francis Wilson e aveva anch'esso uno stile molto leggero.
Durante la prima puntata, i presentatori di programmi simili a Breakfast Time trasmessi da ABC, Network Ten, CBS, TVB e NHK inviarono - sotto forma di videomessaggi - i loro auguri al programma. Inoltre, sempre nella prima puntata, tra gli ospiti c'era Jane Pauley, conduttrice del Today Show.
Il 10 novembre 1986 il programma subisce una radicale trasformazione, assumendo un tono più formale e focalizzandosi maggiormente sull'analisi dei fatti del giorno e sulla politica. I divani erano stati sostituiti da una grande scrivania ed i conduttori non indossavano più maglioni, ma completi in giacca e cravatta. Inoltre si unirono al programma giornalisti del calibro di Jeremy Paxman e Kirsty Wark.